# Petra Martínez
Pour les articles homonymes, voir Martínez.
Petra Martínez, née le 24 juin 1944 à Linares (province de Jaén), est une actrice espagnole de théâtre et de cinéma. Elle est mariée au comédien Juan Margallo.

## Filmographie partielle

### Cinéma
- 1977 : Camada negra de Manuel Gutiérrez Aragón
- 1999 : Jeu de rôles de Mateo Gil : l'employée des Archives générales des Indes
- 2000 : El invierno de las anjanas de Pedro Telechea : Justa
- 2003 : Noviembre d'Achero Mañas : la mère d'Alfredo
- 2004 : La Mauvaise Éducation de Pedro Almodóvar : la mère
- 2006 : La Nuit des tournesols de Jorge Sánchez-Cabezudo : Marta
- 2007 : La soledad de Jaime Rosales : Antonia
- 2009 : Nacidas para sufrir (es) de Miguel Albaladejo : Flora
- 2011 : Malveillance de Jaume Balagueró : Mme. Verónica
- 2015 : Palmiers dans la neige de Fernando González Molina : Julia âgée
- 2017 : Petra de Jaime Rosales : Julia
- 2020 : La vida era eso de David Martín de los Santos : María
- 2023 : Fermer les yeux (Cerrar los ojos) de Victor Erice

### Télévision
- 2014-2016 : La que se avecina - Fina Palomares

## Distinctions
- Unión de Actores y Actrices : prix de la meilleure actrice pour La soledad ; meilleure performance dans un rôle mineur pour Malveillance
- Círculo de Escritores Cinematográficos : prix de la meilleure actrice pour Nacidas para sufrir (es)